# Otto Ferdinand af Sillén
Otto Ferdinand af Sillén, född 15 mars 1816 i Jakob och Johannes församling, Stockholm, död 8 februari 1902 i Hedvig Eleonora församling, Stockholm, var en svensk ämbetsman.
af Sillén blev student vid Uppsala universitet 1834. Han avlade 1836 examen till rättegångsverken och utnämndes 1843 till vice häradshövding. Redan 1835 hade han inskrivits som extra ordinarie kanslist i Statskontoret, och han avancerade där steg för steg, tills han 1870 förordnades och 1874 utnämndes till president. År 1885 tog han avsked från ämbetet som dess siste innehavare, då hans efterträdare Frans Albert Anderson i stället fick titeln generaldirektör. af Sillén var dessutom sekreterare i statsutskottet vid riksdagarna 1853–1854 och 1856–1858 samt kamrerare vid Vetenskapsakademien 1862–1874. Han satt som ledamot i kommittéerna angående hospitalsväsendet (1869) och löneregleringen för ämbetsverken (1874; från 1875 ordförande). af Sillén är begraven på Norra begravningsplatsen utanför Stockholm.